# III. Luftwaffen-Feldkorps
La III. Luftwaffen-Feldkorps (3e Corps de campagne de la Luftwaffe) a été l'un des principaux Corps de la Luftwaffe allemande durant la Seconde Guerre mondiale.

## Création et différentes dénominations
Ce Corps a été formé en novembre 1942 à Gorza (zone de Sosnovy Bor). Il reste dans cette zone d'influence jusqu'à son retrait en octobre 1943. Le 1er novembre 1943, il est renommé II. Flakkorps.

## Commandement

Drapeau du chef du Luftwaffen-Feldkorps

| Début            | Fin             | Grade           | Nom                |
| ---------------- | --------------- | --------------- | ------------------ |
| 16 novembre 1942 | 11 octobre 1943 | Generalleutnant | Job Odebrecht (en) |

## Chef d'état-major
| Début            | Fin             | Grade  | Nom                |
| ---------------- | --------------- | ------ | ------------------ |
| 20 novembre 1942 | 10 octobre 1943 | Oberst | Günther Sachs (en) |

## Rattachement
| Décembre 1942 - Octobre 1943 |  | 18. Armee |

## Unités subordonnées
- Korpstruppen (Troupes de Corps) :
  - Luftwaffen-Korps-Nachrichten-Abteilung 3
  - Aufklärungs-Kompanie Luftwaffen-Feldkorps III
  - Wach-Kompanie Luftwaffen-Feldkorps III
  - Feldgendarmerie-Trupp Luftwaffen-Feldkorps III

Les divisions suivantes servent dans ce corps :
- 9. Luftwaffen-Feld-Division : 3 février 1943 - 4 octobre 1943
- 10. Luftwaffen-Feld-Division : 3 février 1943 - 4 octobre 1943